# Emmanuelle (roman)
Pour les articles homonymes, voir Emmanuelle.
 (juillet 2022).
Si vous disposez d'ouvrages ou d'articles de référence ou si vous connaissez des sites web de qualité traitant du thème abordé ici, merci de compléter l'article en donnant les références utiles à sa vérifiabilité et en les liant à la section « Notes et références ».
Emmanuelle est un roman érotique écrit en français par Marayat Bibidh sous le nom de plume Emmanuelle Arsan.

## Historique de la publication
Emmanuelle est initialement publié anonymement en juin 1959 (sans lieu d'édition, sans nom d'auteur, sans nom d'éditeur et sans date). Il faut attendre le premier trimestre 1967 pour voir apparaître l'édition officielle, publiée sous le nom d'Emmanuelle Arsan, aux éditions Éric Losfeld, le terrain vague. Cette édition est rapidement condamnée, interdite de vente aux mineurs de moins de 18 ans, interdiction de publicité.
Ce roman est en fait un premier tome, un second opus sortant ensuite sous le titre L'Anti-vierge Emmanuelle.

## Résumé
Emmanuelle raconte une série de fantasmes érotiques explicites de l'autrice dans lesquels elle a des relations sexuelles avec plusieurs hommes et femmes, souvent anonymes, ainsi qu'avec son mari. Il est écrit à la première personne et le lecteur prend ainsi connaissance des événements entièrement à travers les yeux de l'héroïne sexuellement aventureuse.

## Postérité
Le livre s'est largement vendu et a ensuite été adapté au cinéma sous le même titre par Just Jaeckin en 1974, puis a donné lieu à de nombreux autres films ou téléfilms.